# سیارک ۱۱۷۲۷
سیارک ۱۱۷۲۷ (به انگلیسی: 11727 Sweet، نامگذاری:1998JM1) یازده هزار و هفتصد و بیست و هفتمین سیارک کشف شده‌است که در ۱ مه ۱۹۹۸ کشف شد.
قدر مطلق سیارک برابر ۱۹٫۵ است.